# Habranthus sanavirone
Habranthus sanavirone är en amaryllisväxtart som beskrevs av Roitman, J.A.Castillo, G.M.Tourn och Uria. Habranthus sanavirone ingår i släktet Habranthus och familjen amaryllisväxter. Inga underarter finns listade i Catalogue of Life.